# 淩河小鰾鮈
凌河小鰾鮈（学名：Microphysogobio lingheensis）为輻鰭魚綱鯉形目鲤科小鰾鮈屬的鱼类。在中国，分布于小凌河等，體長可達4.8公分。该物种的模式产地在辽宁锦州。

## 扩展阅读
維基物種上的相關：凌河小鰾鮈